# Wunkendorf
Wunkendorf ist ein Dorf und Stadtteil von Weismain im oberfränkischen Landkreis Lichtenfels im Norden des Freistaates Bayern.

## Geografische Lage
Wunkendorf befindet sich auf 455 m ü. NN auf einer Hochebene, etwa 500 Meter westlich des Bärentals. Die Hochebene gehört zu den nördlichen Ausläufern des Frankenjuras im Naturpark Fränkische Schweiz-Veldensteiner Forst. Der Stadtkern von Weismain befindet sich etwa vier Kilometer nördlich. Die nächsten Ortschaften sind Wohnsig, Neudorf, Seubersdorf (Weismain), Modschiedel, Weiden, Wallersberg und Schammendorf.

## Geschichte

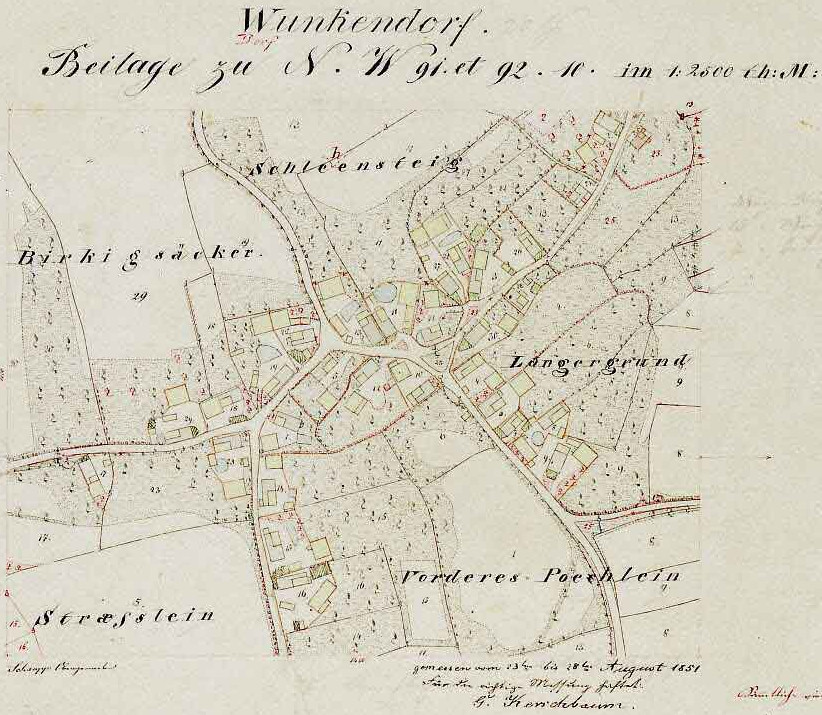
Ortsplan von Wunkendorf aus dem Jahr 1851

Die erste urkundliche Erwähnung war 1137, als Wunkendorf in den Besitz des Bamberger Klosters Michelsberg kam.
Nach dem Ersten Weltkrieg errichtete die damals ausschließlich katholische Dorfbevölkerung in der Dorfmitte eine kleine Kapelle zum Gedenken an den Krieg. Sie wurde mit dem Patrozinium Herz Jesu am 11. Juni 1923 geweiht.
Am 1. Januar 1976 wurde Wunkendorf als ehemaliger Gemeindeteil von Modschiedel in die Stadt Weismain eingegliedert.

### Einwohnerentwicklung
Die Tabelle gibt die Einwohnerentwicklung von Wunkendorf in der jüngeren Zeit wieder.
| Jahr | Einwohner | Quelle |
| ---- | --------- | ------ |
| 1987 | 136       | [ 5 ]  |
| 2012 | 121       | [ 6 ]  |
| 2013 | 121       | [ 7 ]  |
| 2015 | 118       | [ 8 ]  |
| 2018 | 112       | [ 1 ]  |

## Vereine
- Freiwillige Feuerwehr Wunkendorf
- Gartenbauverein Wunkendorf mit Jugendgruppe „Spergen“